# Maximum Risk
Maximum Risk (được biết trong tiếng Việt là Tốc độ nguy hiểm) là một bộ phim hành động năm 1996 của Mỹ. Đây là phim Mỹ đầu tiên do Lâm Lĩnh Đông (Ringo Lam) làm đạo diễn, có sự tham gia của diễn viên võ thuật Jean-Claude Van Damme và nữ diễn viên Natasha Henstridge.

## Nội dung
Một người đàn ông bị truy đuổi trên đường phố Nice, Pháp, cuối cùng dẫn đến cái chết của anh ta. Một cảnh sát tên Alain Moreau được cộng sự Sebastien đưa đến hiện trường vì khuôn mặt của nạn nhân giống hệt Alain. Hộp diêm được tìm thấy trong túi của anh ta chỉ đến một khách sạn địa phương, nơi chủ sở hữu nhầm Alain với "Mikhail Suverov" và gửi cho anh tin nhắn điện thoại "Gọi cho Alex Bohemia". Trong phòng của Mikhail có hộ chiếu có cùng ngày sinh với Alain và vé máy bay tới New York.
Mẹ của Alain thừa nhận rằng anh có một người anh em song sinh mà bà đã phải từ bỏ khi mới sinh ra vì quá nghèo khó. Alain và Sebastien đến văn phòng của người luật sư đã nhận nuôi Mikhail. Họ thấy căn phòng chìm trong biển lửa và một tên côn đồ người Nga to lớn tấn công Alain. Anh chạy thoát với hồ sơ nhận con nuôi, trong đó tiết lộ rằng Mikhail đã được một gia đình người Nga di cư sang Mỹ nhận nuôi. Alain mang hộ chiếu và vé máy bay tới New York để điều tra cái chết của em trai mình và tìm hiểu thêm về anh ta.
Tại New York, Alain phát hiện ra Mikhail là thành viên của mafia Nga. Khi nhắc đến Alex Bohemia, anh được hướng dẫn đến Câu lạc bộ Bohemia ở Little Odessa. Ở đó, một người phụ nữ tên Alex Bartlett nhầm anh với Mikhail và đưa cho anh chìa khóa phòng khách sạn. Cảnh giác, Alain thuê căn phòng đối diện. Khi Alex đến gặp anh, Alain tiết lộ rằng anh là anh trai của Mikhail. Ivan Dzasokhov (tên mafia có âm mưu trừ khử Mikhail) và thuộc hạ của hắn đến để giết Alain vì tin rằng anh là Mikhail. Alain và Alex chạy thoát. Alex nói với anh rằng Mikhail là bạn trai của cô và anh ta đã có kế hoạch rời bỏ mafia Nga. Họ đến nhà của Mikhail, nơi Alain biết được Mikhail đã phát hiện ra sự tồn tại của anh khi anh thấy một bài báo về chiến tích chiến tranh của anh. Sau khi có thêm nhiều mafia Nga đến căn nhà, Alain và Alex chạy trốn đến căn nhà gỗ của bạn Alex.
Sáng hôm sau, hai đặc vụ FBI, Pellman và Loomis, đến căn nhà gỗ. Họ nói rằng Mikhail đã giữ bằng chứng chống lại mafia Nga mà anh ta có ý định giao cho họ. Họ muốn Alain đóng giả Mikhail để đi lấy két an toàn của anh ta ở ngân hàng ở Nice. Thực ra họ muốn tiêu hủy bằng chứng vì nó ám chỉ họ thông đồng với mafia Nga. Nhận ra rằng bọn mafia không hề hay biết Mikhail đã chết, Alain suy luận rằng chính các đặc vụ FBI đã giết Mikhail và từ chối hợp tác. Sau một hồi đánh nhau, Alain còng tay hai gã đặc vụ và cùng Alex rời đi đến gặp Dmitri Kirov, thủ lĩnh của mafia Nga. Khi tìm thấy ông trùm ở một phòng tắm hơi, Alain nói với Kirov rằng Ivan đã cố giết anh, điều này khiến Kirov tức giận. Sau khi Kirov nói cho Alain biết sự thật về cái gọi là bằng chứng mà Mikhail có, Ivan cử tên côn đồ người Nga to lớn từ văn phòng luật sư đến giết Kirov và Alain. Kirov chết và Alain chạy thoát ra đường phố rồi bị cảnh sát bắt giữ. Pellman và Loomis tìm thấy Alex, bảo lãnh Alain ra khỏi đồn cảnh sát và buộc anh đi lấy két an toàn.
Chính sách của ngân hàng quy định rằng chỉ có một mình Mikhail mới có thể vào phòng két an toàn, buộc Pellman và Loomis phải đợi bên ngoài trong khi Alain đi vào trong. Trong hộp là số ảnh bằng chứng, người nhân viên ngân hàng còn mang cho anh một chiếc hộp mang tên Alain. Hộp này có hàng nghìn đôla tiền mặt, một khẩu súng lục và một đoạn băng ghi âm của Mikhail giải thích lý do anh ta quyết định từ bỏ cuộc sống xã hội đen và đoàn tụ với gia đình. Alain yêu cầu người nhân viên ngân hàng giao bằng chứng cho Đại sứ quán Hoa Kỳ và kích hoạt chuông báo cháy hòng tìm cách trốn thoát. Ivan, đang giữ Sebastien làm con tin, cử tên côn đồ to lớn vào trong. Tên côn đồ giết người nhân viên ngân hàng và lấy bằng chứng, nhưng Alain đuổi kịp và giết hắn trong thang máy. Bên ngoài, cảnh sát chặn đường thoát của Ivan, tạo thời gian cho Alain đuổi kịp, bắn thủng lốp xe của Ivan và giải cứu Sebastien; Ivan chết trong vụ nổ xe. Alain sau đó đuổi theo Pellman và Loomis vào một nhà chế biến thịt, nơi anh bắn hạ cả hai gã đặc vụ và giải cứu Alex. Bằng chứng của Mikhail về việc mafia thông đồng với FBI dẫn đến một số vụ bắt giữ. Alain đưa Alex, người mà anh hiện đang có quan hệ tình cảm, đến gặp mẹ anh để cô có thể kể cho bà nghe về Mikhail.

## Diễn viên
- Jean-Claude Van Damme vai Alain Moreau / Mikhail Suverov
- Natasha Henstridge vai Alex Bartlett
- Jean-Hugues Anglade vai Sebastien
- Zach Grenier vai Ivan Dzasokhov
- David Hemblen vai Dmitri Kirov
- Paul Ben-Victor vai Đặc vụ Pellman
- Frank Senger vai Đặc vụ Loomis

## Súng trong phim
- Beretta 92FS Inox
- SIG-Sauer P226
- Glock 17
- Smith & Wesson Model 66
- Ruger KP89
- Colt Python
- Manurhin MR73
- MAC-10
- Uzi